# Seres armipes
Seres armipes är en stekelart som beskrevs av James Waterston 1919. Seres armipes ingår i släktet Seres och familjen fikonsteklar. Inga underarter finns listade i Catalogue of Life.